# Gojnik (roślina)

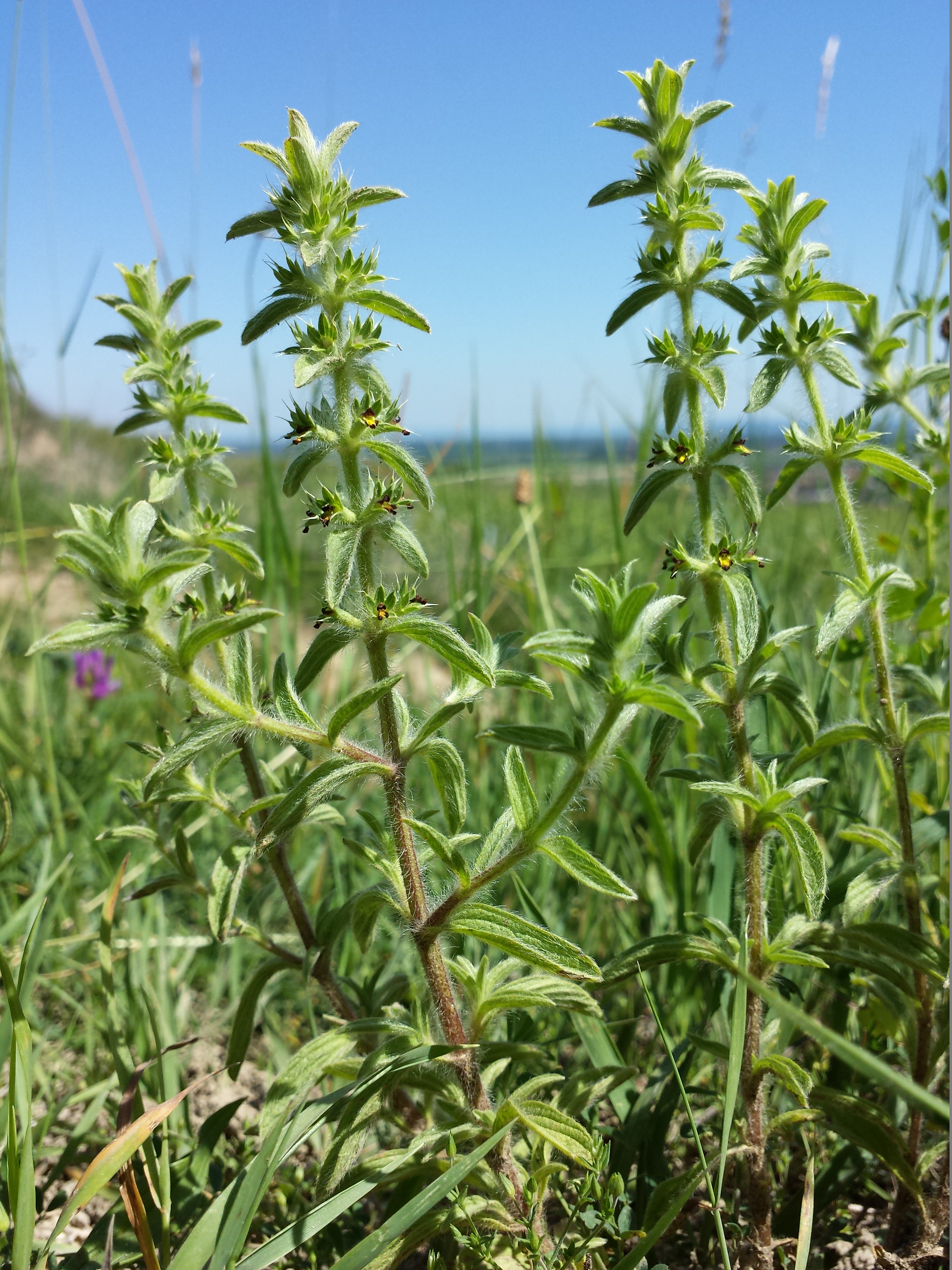
Gojnik drobnokwiatowy

Gojnik (Sideritis L.) – rodzaj roślin należących do rodziny jasnotowatych (Lamiaceae). Obejmuje około 140 gatunków. Rośliny te występują w basenie Morza Śródziemnego, na wyspach Makaronezji oraz w zachodniej i środkowej Azji. W Polsce rzadko w uprawie (rośliny wrażliwe na przymrozki), jako gatunek przejściowo dziczejący (efemerofit) podawany jest gojnik drobnokwiatowy Sideritis montana.
Rośliny wykorzystywane są w ziołolecznictwie, najczęściej pod postacią ziołowej herbaty. Bywają także uprawiane jako ozdobne.

## Systematyka

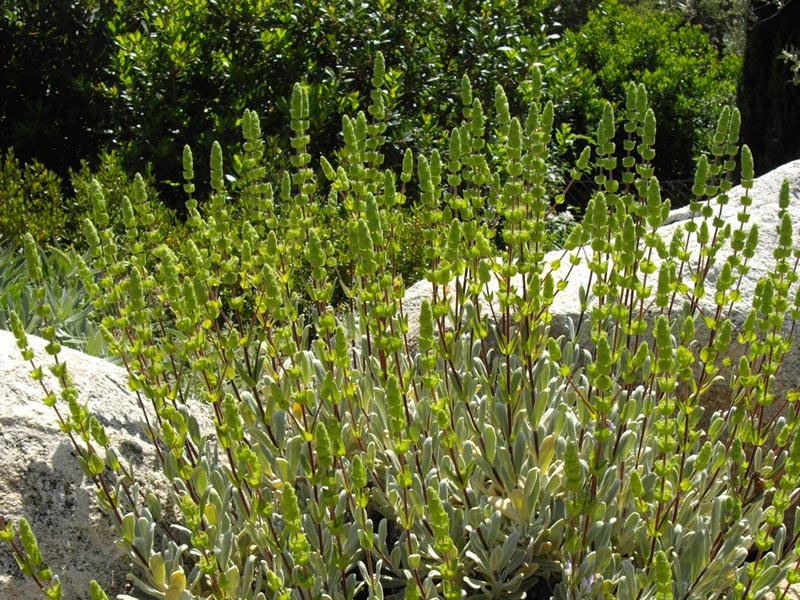
Sideritis cypria

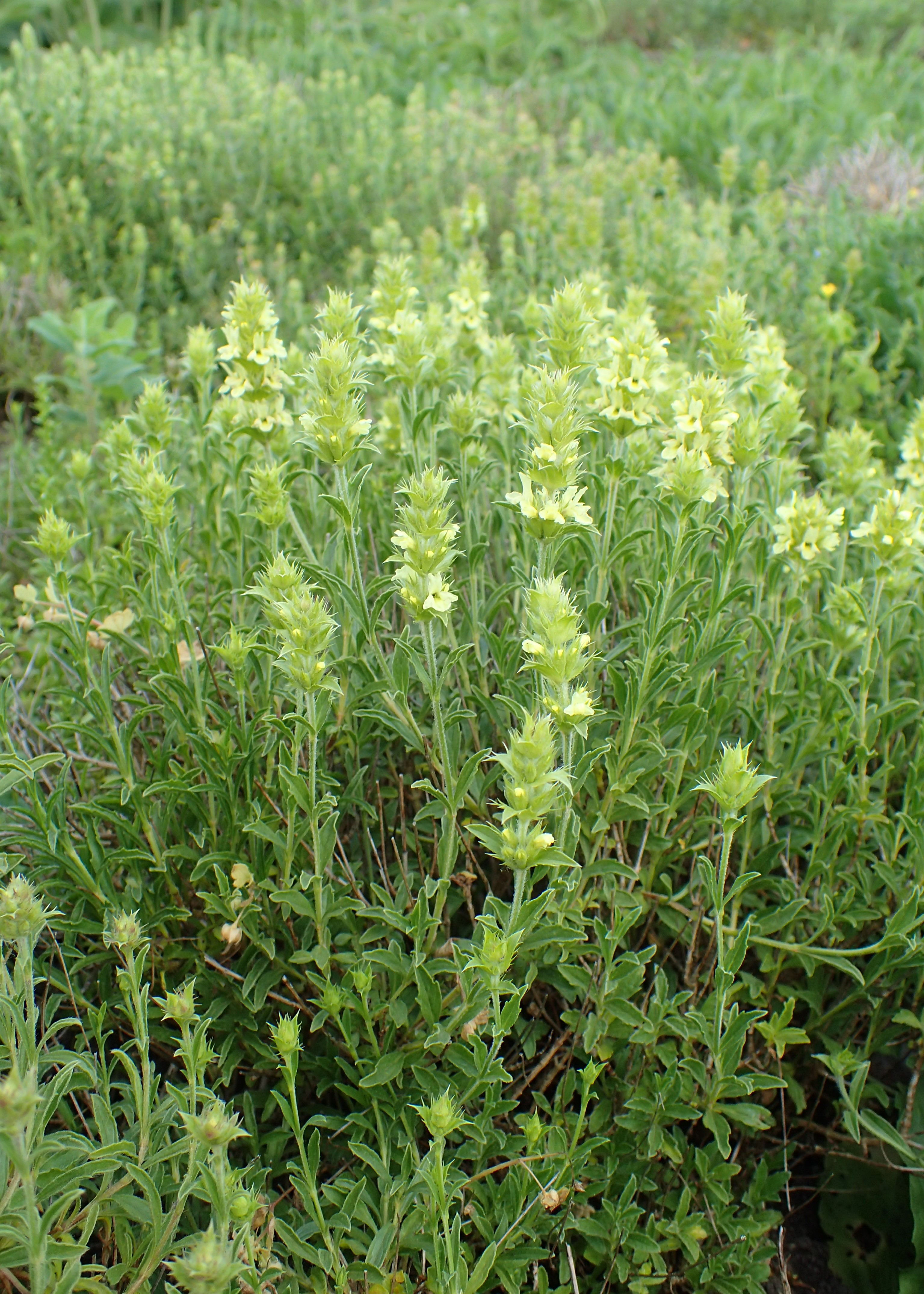
Sideritis hyssopifolia

Rodzaj z plemienia Stachydeae z podrodziny Lamioideae w obrębie rodziny jasnotowatych Lamiaceae. Odrębność rodzaju nie jest pewna – możliwe jest jego włączenie do rodzaju czyściec Stachys.
Wykaz gatunków
- Sideritis ajpetriana Klokov
- Sideritis akmanii Aytac, Ekici & Donmez
- Sideritis albiflora Hub.-Mor.
- Sideritis × alcarazii D.Rivera, Obón & De la Torre
- Sideritis × alfraedi Mateo & Pisco
- Sideritis amagroi Marrero Rodr. & B.Navarro
- Sideritis amasiaca Bornm.
- Sideritis × anagae (Christ) ined.
- Sideritis × angustifolia Lag.
- Sideritis antiatlantica (Maire) Rejdali
- Sideritis × antonii-joseph ii Font Quer & Rivas Goday
- Sideritis × aragonensis Sennen & Pau
- Sideritis arborescens Salzm. ex Benth.
- Sideritis arguta Boiss. & Heldr.
- Sideritis argyrea P.H.Davis
- Sideritis × arizagana Font Quer
- Sideritis armeniaca Bornm.
- Sideritis atrinervia Klokov
- Sideritis × baluei Font Quer
- Sideritis barbellata Mend.-Heuer
- Sideritis bilgeriana P.H.Davis
- Sideritis boissieriana Peris, Stübing, Olivares & J.Martín
- Sideritis bolleana Bornm.
- Sideritis × bornmuelleri Negrín & P.Pérez
- Sideritis bourgeana Boiss. & Reut.
- Sideritis brevibracteata P.H.Davis
- Sideritis brevicaulis Mend.-Heuer
- Sideritis brevidens P.H.Davis
- Sideritis briquetiana Font Quer & Pau
- Sideritis bubanii Font Quer
- Sideritis × cadevallii Font Quer
- Sideritis caesarea H.Duman, Aytaç & Baser
- Sideritis calduchii Cirujano, Roselló, Peris & Stübing
- Sideritis canariensis L.
- Sideritis × candelii Font Quer & Pau
- Sideritis candicans Aiton
- Sideritis carbonellii Socorro
- Sideritis × carrissoana Font Quer
- Sideritis catillaris Juz.
- Sideritis chamaedryfolia Cav.
- Sideritis cilicica Boiss. & Balansa
- Sideritis cirujanoi Romo, Stübing, Roselló & Peris
- Sideritis clandestina (Bory & Chaub.) Hayek
- Sideritis condensata Boiss. & Heldr.
- Sideritis congesta P.H.Davis & Hub.-Mor.
- Sideritis cossoniana Ball
- Sideritis cretica L.
- Sideritis cuatrecasasii Peris, Stübing & Figuerola
- Sideritis cypria Post
- Sideritis cystosiphon Svent.
- Sideritis dasygnaphala (Webb & Berthel.) Clos
- Sideritis dendrochahorra Bolle
- Sideritis dianica D.Rivera, Obón, De la Torre & A.Barber
- Sideritis dichotoma Huter
- Sideritis × difficilis Font Quer
- Sideritis discolor Webb ex Bolle
- Sideritis dubia Coulomb
- Sideritis endressii Willk.
- Sideritis eriocephala Marrero Rodr. ex Negrín & P.Pérez
- Sideritis erythrantha Boiss. & Heldr.
- Sideritis euboea Heldr.
- Sideritis euxina Juz.
- Sideritis × fernandezii Negrín & P.Pérez
- Sideritis ferrensis P.Pérez & Négrin
- Sideritis flaviflora Obón & D.Rivera
- Sideritis fruticulosa Pourr.
- Sideritis × gaditana Rouy
- Sideritis galatica Bornm.
- Sideritis × garrigae Font Quer
- Sideritis germanicopolitan a Bornm.
- Sideritis × ginesii Socorro, L.Cano & Espinar
- Sideritis glacialis Boiss. – gojnik lodnikowy
- Sideritis glauca Cav.
- Sideritis gomeraea de Noé ex Bolle
- Sideritis gossypina Font Quer
- Sideritis grandiflora Salzm. ex Benth.
- Sideritis × grossii Font Quer
- Sideritis × guaxarae P.Pérez & Négrin
- Sideritis guayedrae Marrero Rodr.
- Sideritis gulendamii H.Duman & Karaveliogullari
- Sideritis guyoniana Boiss. & Reut.
- Sideritis hirsuta L.
- Sideritis hispida P.H.Davis
- Sideritis hololeuca Boiss. & Heldr.
- Sideritis huber-morathii Greuter & Burdet
- Sideritis hyssopifolia L. – gojnik hyzopolistny
- Sideritis ibanezii Pau
- Sideritis × iberica Sennen ex Font Quer
- Sideritis ibrahimii Obón & D.Rivera
- Sideritis ilicifolia Willd.
- Sideritis imbricata H.Lindb.
- Sideritis incana L.
- Sideritis infernalis Bolle
- Sideritis italica (Mill.) Greuter & Burdet
- Sideritis jahandiezii Font Quer
- Sideritis × kerguelenii D.Rivera, Obón & De la Torre
- Sideritis kuegleriana Bornm.
- Sideritis lacaitae Font Quer
- Sideritis × lainzii Obón & D.Rivera
- Sideritis lanata L.
- Sideritis lasiantha Juss. ex Pers.
- Sideritis laxispicata (Degen & Debeaux) Socorro, I.Tarrega & Zafra
- Sideritis leptoclada O.Schwarz & P.H.Davis
- Sideritis leucantha Cav.
- Sideritis × liantei Obón & D.Rivera
- Sideritis libanotica Labill.
- Sideritis × linearifolia Lam.
- Sideritis × llenasii Font Quer
- Sideritis × loscosiana Font Quer
- Sideritis lotsyi (Pit.) Bornm.
- Sideritis lurida J.Gay ex Lacaita
- Sideritis lycia Boiss. & Heldr.
- Sideritis macrostachyos Poir.
- Sideritis maireana Font Quer & Pau
- Sideritis × marcelii Elias & Sennen
- Sideritis marianica Obón & D.Rivera
- Sideritis marminorensis Obón & D.Rivera
- Sideritis marmorea Bolle
- Sideritis mascaensis (Svent.) Marrero Rodr.
- Sideritis × masferreri Font Quer
- Sideritis maura de Noé
- Sideritis × mauritii Maire & Sennen
- Sideritis mezgouti Molero & J.M.Monts.
- Sideritis molinae Stübing, Peris & Figuerola
- Sideritis montana L. – gojnik drobnokwiatowy
- Sideritis montserratiana Stübing, Roselló, Olivares & Peris
- Sideritis × montserratii D.Rivera & Obón
- Sideritis nervosa (Christ) Linding.
- Sideritis niveotomentosa Hub.-Mor.
- Sideritis nutans Svent.
- Sideritis ochroleuca Noë ex Willk.
- Sideritis oroteneriffae Négrin & P.Pérez
- Sideritis ortonedae (Font Quer & Pau) Obón & D.Rivera
- Sideritis osteoxylla (Pau ex Vicioso) Alcaraz, Peinado, Mart.Parras, J.S.Carrion & Sánchez-Gómez
- Sideritis ovata Cav.
- Sideritis ozturkii Aytaç & Aksoy
- Sideritis × paradoxa Font Quer
- Sideritis × paui Font Quer
- Sideritis pauli Pau
- Sideritis perfoliata L.
- Sideritis × petriludovici Obón & D.Rivera
- Sideritis phlomoides Boiss. & Balansa
- Sideritis phrygia Bornm.
- Sideritis pisidica Boiss. & Heldr.
- Sideritis × puiggariana Font Quer
- Sideritis pullulans Vent.
- Sideritis pumila (Christ) Mend.-Heuer
- Sideritis pungens Benth.
- Sideritis pusilla (Lange) Pau
- Sideritis raeseri Boiss. & Heldr.
- Sideritis reverchonii Willk.
- Sideritis × rodriguezii Borja ex D.Rivera & Obón
- Sideritis romana L.
- Sideritis rubriflora Hub.-Mor.
- Sideritis × sagredoi Socorro, Molero Mesa, Casares & Pérez Raya
- Sideritis × sanmiguelii Font Quer
- Sideritis santosii Marrero Rodr.
- Sideritis sauvageana D.Rivera & Obón
- Sideritis scardica Griseb. – gojnik macedoński
- Sideritis serrata Lag.
- Sideritis serratifolia Hub.-Mor.
- Sideritis sipylea Boiss.
- Sideritis soluta Clos
- Sideritis spinulosa Barnadez ex Asso
- Sideritis stachydioides Willk.
- Sideritis stricta Boiss. & Heldr.
- Sideritis subatlantica Doum. ex Batt.
- Sideritis sventenii (G.Kunkel) Mend.-Heuer
- Sideritis syriaca L. – gojnik syryjski
- Sideritis taurica Stephan ex Willd. – gojnik tauryjski
- Sideritis tmolea P.H.Davis
- Sideritis tragoriganum Lag.
- Sideritis trojana Bornm.
- Sideritis tugiensis S.Ríos, M.B.Crespo & D.Rivera
- Sideritis × valentina Sennen & Pau
- Sideritis × varoi Socorro & García-Gran.
- Sideritis velayosiana Peris, Stübing, Roselló & Romo
- Sideritis × velezana Pallarés
- Sideritis villosa Coss. & Balansa
- Sideritis viridifolia Dulac
- Sideritis vulcanica Hub.-Mor.
- Sideritis vuralii H.Duman & Baser
- Sideritis × yvesiana Font Quer & Sennen

## Zastosowanie i właściwości
Niektóre gatunki uprawiane są jako rośliny ozdobne.
Szereg gatunków wykorzystywanych jest lokalnie do sporządzania naparów orzeźwiających i leczniczych.
Szerokie i istotne zastosowanie Sideritis spp. w tradycyjnej medycynie śródziemnomorskiej zostało opisane w wielu publikacjach etnofarmakologicznych. Oprócz jego tradycyjnego zastosowania, znaczenie tego rodzaju wynika z rodzaju schorzeń, w których stosuje się preparaty z jego części nadziemnych: między innymi zapalenia błony śluzowej żołądka, wrzodów żołądka, zapalenia błony śluzowej, oparzeń i ran. W tym celu z części nadziemnych sporządza się napary i wywary, które podaje się doustnie i miejscowo w postaci okładów lub kąpieli. Ponadto, niektóre związki wyizolowane z Sideritis spp. wykazały działanie antyproliferacyjne, przeciwwirusowe i przeciwzakrzepowe. W Turcji stosowane są do tego celu różne gatunki z sekcji Empedoclea. Na Półwyspie Bałkańskim stosuje się m.in. Sideritis scardica. W Grecji zaparzany jest Sideritis raeseri, którego napar zwany jest tu „górską herbatą” (gr.: τσάι του βουνού). Przypisywane jej są właściwości lecznicze, zwłaszcza polegające na zapobieganiu przeziębieniom i niestrawnościom. Spożywanie gorącego naparu popularne jest zwłaszcza w okresie zimowym, zaś latem wchodzi on w skład powszechnie dostępnych napojów orzeźwiających.

## Uprawa
Gojnik drobnokwiatowy jest najczęściej uprawianym gatunkiem gojnika w Bułgarii, Grecji, Albanii i Macedonii Północnej, gdzie uzyskano także szereg jego mieszańców.